# Raika
Ne doit pas être confondu avec Raïka.
Les Raika sont une caste hindoue d'éleveurs semi-nomades habitant au Rajasthan, en Inde.

## Zone de peuplement
Les Raika vivent dans une région aride du Rajasthan, dans l'ancien État princier de Mârvar, dans une zone située entre le désert du Thar et les monts Aravalli. Cette caste compte près d'un demi-million de personnes.

## Ressources
Les Raika vivent de l'élevage des moutons et de dromadaires et forment le groupe le plus important d'éleveurs en Inde du Nord.

## Rabari au Gujarat
Au Gujarat, État voisin du Rajasthan, ils sont plus connus sous le nom de Rabari (parfois Rebari).